# Чхатисгарх
Чхатисгарх (на хинди: छत्तीसगढ़; на английски: Chhattisgarh) е щат в централна Индия. Образуван на 1 ноември 2000 г. с отделянето на 16 района от състава на щат Мадхия Прадеш.

## География
Площ 135 200 km², населението наброява 20,8 млн. души (2001). Столица е град Райпур. Други големи градове Бхилай, Биласпур, Корба. Граничи с щатите Мадхия Прадеш, Махаращра, Андра Прадеш, Ориса, Джаркханд и Утар Прадеш. Северната част на щата е разположена плодородната долина на река Маханади – основен район за производство на ориз.

## Култура
Основен език е чхатисгархи, който е близък до хинди.

## Икономика
Основна промишленост в щата е енергетиката, черната и цветна металургия. В частност в Бхилай е разположен един от крупните металургически комбинати в Индия. В град Корба е построен ТЕЦ. Развита е циментовата и химическа промишленост. Основа на селскостопанското производство са засажденията от ориз, пшеница и царевица.